# 8717 Ріхвікторов
8717 Ріхвікторов (8717 Richviktorov) — астероїд головного поясу, відкритий 26 вересня 1995 року.
Тіссеранів параметр щодо Юпітера — 3,167.